# عبد الجبار توفيق البياتي
عبد الجبار توفيق محمد البياتي ( 1940 -2024 ) هو أكاديمي عراقي تخصص في العلوم التربوية والإحصاء التربوي والقياس والتخطيط التربوي، ويعد واحداً من أشهر المتخصصين بأساسيات التربية في العالم، شغل منصب وزير التربية في العراق للفترة 1997-1995 ووزير التعليم العالي والبحث العلمي للفترة 1997-2000.
حصل على شهادة البكالوريوس من كلية التربية بجامعة بغداد عام 1966، وحصل على شهادتي الماجستير عام 1971 والدكتوراه عام 1972 في التربية من جامعة بيتسبرغ في الولايات المتحدة الأمريكية.
كما إنه حاصل على شهادة في التخطيط التربوي من المركز الإقليمي لتخطيط التربية التابع لليونسكو في بيروت عام 1968.

## مؤلفاته
- الإحصاء وتطبيقاته في العلوم التربوية والنفسية.[4][3][5]
- طرق ومناهج البحث العلمي، تأليف بالمشاركة مع محمد عبد العال النعيمي وغازي جمال خليفة[6][7]
- البحث التجريبي واختبار الفرضيات في العلوم التربوية والنفسية[5]
- التحليل الإحصائي في البحوث التربوية والنفسية والاجتماعية الطرق اللامعلمية[8]
- الإحصاء الوصفي والاستدلالي في التربية وعلم النفس مع المؤلف أثناسيوس زكريا[9][10]
- المنزلة الاجتماعية للمهن من وجهة نظر معلمي ومعلمات الابتدائية في بغداد[11][12]
- المنزلة الاجتماعية للمهن من وجهة نظر معلمي ومعلمات المدارس الابتدائية[13]
- تحليل عمل المعلم في مدارس بغداد الابتدائية[14]
- مبادئ التربية لدور المعلمين، مع حكمت عبد الله البزاز وباسل أمين عبد القادر[15]
- مبادئ التربية لدور المعلمين[16]
- أسباب غياب الطلبة في كلية الآداب[17][18]
- التربية الوطنية: للصف الخامس الابتدائي[19][20]
- سمنتة وانعاش آبار النفط والغاز[21]
- الإحصاء الرياضي في العلوم الاجتماعية[10]